# Неделково (Одесская область)
Неделково (укр. Неділкове) — село, относится к Савранскому району Одесской области Украины.
Население по переписи 2001 года составляло 655 человек. Почтовый индекс — 66232. Телефонный код — 4865. Занимает площадь 5,3 км². Код КОАТУУ — 5124382601.